# Eilema obliterans
Eilema obliterans là một loài bướm đêm thuộc phân họ Arctiinae, họ Erebidae.